# Strangers in the Night (lied)
"Strangers in the Night" is een nummer geschreven Bert Kaempfert met tekst van Charles Singleton en Eddie Snyder. Het werd een hit in de versie van de Amerikaanse zanger Frank Sinatra, die het opnam voor zijn gelijknamige album uit 1966. In mei van dat jaar werd het nummer uitgebracht als de eerste single van het album.

## Achtergrond
Bert Kaempfert schreef "Strangers in the Night" onder de titel "Beddy Bye" en gebruikte het als instrumentaal nummer voor de film A Man Could Get Killed uit 1966. Op 11 april 1966 nam Frank Sinatra zijn versie van het nummer op. Oorspronkelijk werd het aangeboden aan Melina Merkouri, maar zij sloeg het af omdat zij het nummer beter vond klinken als het door een man zou worden gezongen. De drums worden gespeeld door Hal Blaine, terwijl Glen Campbell op gitaar te horen is. Een van de bekendste onderdelen van het nummer is de scatimprovisatie tijdens de fade-out, waarin Sinatra herhaaldelijk "doo-be-doo-be-doo" zingt.
Diverse artiesten claimen dat zij "Strangers in the Night" hebben geschreven. De Armeens-Amerikaanse jazzpianist Avo Uvezian vertelde dat hij het nummer oorspronkelijk voor Sinatra had gecomponeerd. Toen Uvezian gevraagd werd waarom Kaempfert wordt genoemd als schrijver, vertelde hij dat zij vrienden waren en hij hem vroeg om de Duitse versie in Duitsland uit te brengen, zodat zij de opbrengsten konden delen. De Kroatische zanger Ivo Robić vertelde dat hij de rechten van zijn nummer "Stranci u Noći" aan Kaempfert had verkocht na een songfestival in Joegoslavië. Tevens claimde de Franse componist Michel Philippe-Gérard dat de melodie van "Strangers in the Night" was gebaseerd op zijn nummer "Magic Tango". Een rechtbank besliste echter dat er geen plagiaat was gepleegd en dat vele nummers eenzelfde soort opbouw hadden.
Sinatra vond "Strangers in the Night" geen goed nummer; zo noemde hij het ooit een "stuk stront" en "verdomme het slechtste nummer dat ik ooit heb gehoord". Desondanks scoorde hij in de Verenigde Staten voor het eerst sinds "Learnin' the Blues" uit 1955 een nummer 1-hit met de single. Ook in het Verenigd Koninkrijk werd het een nummer 1-hit. In Nederland behaalde het de tweede plaats in de Top 40 en de derde plaats in de Parool Top 20, terwijl het in de voorloper van de Vlaamse Ultratop 50 de eerste plaats behaalde. Het nummer ontving in 1967 drie Grammy Awards in de categorieën Record of the Year, Best Male Pop Vocal Performance en Best Instrumental Arrangement Accompanying Vocalist(s).
"Strangers in the Night" is gecoverd door vele artiesten, waaronder Aerosmith, Marc Almond, Sandro de América, Peter Beil, Cake, Vikki Carr, Eric Clapton, Petula Clark, Dalida, Rodney Dangerfield, Johnny Dorelli, José Feliciano, Connie Francis, Jimi Hendrix, Julio Iglesias, Jack Jones, Brenda Lee, Barry Manilow, Al Martino, Johnny Mathis, Bette Midler, Mina, Line Renaud, Johnny Rivers, Nancy Sinatra, Violetta Villas, Gerhard Wendland en Andy Williams.

## Hitnoteringen

### Nederlandse Top 40
| Hitnotering: 04-06-1966 t/m 17-09-1966 | Hitnotering: 04-06-1966 t/m 17-09-1966 | Hitnotering: 04-06-1966 t/m 17-09-1966 | Hitnotering: 04-06-1966 t/m 17-09-1966 | Hitnotering: 04-06-1966 t/m 17-09-1966 | Hitnotering: 04-06-1966 t/m 17-09-1966 | Hitnotering: 04-06-1966 t/m 17-09-1966 | Hitnotering: 04-06-1966 t/m 17-09-1966 | Hitnotering: 04-06-1966 t/m 17-09-1966 | Hitnotering: 04-06-1966 t/m 17-09-1966 | Hitnotering: 04-06-1966 t/m 17-09-1966 | Hitnotering: 04-06-1966 t/m 17-09-1966 | Hitnotering: 04-06-1966 t/m 17-09-1966 | Hitnotering: 04-06-1966 t/m 17-09-1966 | Hitnotering: 04-06-1966 t/m 17-09-1966 | Hitnotering: 04-06-1966 t/m 17-09-1966 | Hitnotering: 04-06-1966 t/m 17-09-1966 | Hitnotering: 04-06-1966 t/m 17-09-1966 |
| Week                                   | 1                                      | 2                                      | 3                                      | 4                                      | 5                                      | 6                                      | 7                                      | 8                                      | 9                                      | 10                                     | 11                                     | 12                                     | 13                                     | 14                                     | 15                                     | 16                                     |                                        |
| -------------------------------------- | -------------------------------------- | -------------------------------------- | -------------------------------------- | -------------------------------------- | -------------------------------------- | -------------------------------------- | -------------------------------------- | -------------------------------------- | -------------------------------------- | -------------------------------------- | -------------------------------------- | -------------------------------------- | -------------------------------------- | -------------------------------------- | -------------------------------------- | -------------------------------------- | -------------------------------------- |
| Positie                                | 17                                     | 7                                      | 4                                      | 3                                      | 2                                      | 4                                      | 4                                      | 3                                      | 2                                      | 2                                      | 5                                      | 8                                      | 12                                     | 15                                     | 21                                     | 28                                     | uit                                    |

### Parool Top 20
| Hitnotering: 20-07-1996 t/m 05-10-1996 | Hitnotering: 20-07-1996 t/m 05-10-1996 | Hitnotering: 20-07-1996 t/m 05-10-1996 | Hitnotering: 20-07-1996 t/m 05-10-1996 | Hitnotering: 20-07-1996 t/m 05-10-1996 | Hitnotering: 20-07-1996 t/m 05-10-1996 | Hitnotering: 20-07-1996 t/m 05-10-1996 | Hitnotering: 20-07-1996 t/m 05-10-1996 | Hitnotering: 20-07-1996 t/m 05-10-1996 | Hitnotering: 20-07-1996 t/m 05-10-1996 | Hitnotering: 20-07-1996 t/m 05-10-1996 | Hitnotering: 20-07-1996 t/m 05-10-1996 | Hitnotering: 20-07-1996 t/m 05-10-1996 | Hitnotering: 20-07-1996 t/m 05-10-1996 | Hitnotering: 20-07-1996 t/m 05-10-1996 | Hitnotering: 20-07-1996 t/m 05-10-1996 |
| Week                                   | 1                                      | 2                                      | 3                                      | 4                                      | 5                                      | 6                                      | 7                                      | 8                                      | 9                                      | 10                                     | 11                                     | 12                                     | 13                                     | 14                                     |                                        |
| -------------------------------------- | -------------------------------------- | -------------------------------------- | -------------------------------------- | -------------------------------------- | -------------------------------------- | -------------------------------------- | -------------------------------------- | -------------------------------------- | -------------------------------------- | -------------------------------------- | -------------------------------------- | -------------------------------------- | -------------------------------------- | -------------------------------------- | -------------------------------------- |
| Positie                                | 16                                     | 4                                      | 3                                      | 3                                      | 3                                      | 5                                      | 6                                      | 6                                      | 6                                      | 9                                      | 12                                     | 14                                     | 15                                     | 20                                     | uit                                    |

### NPO Radio 2 Top 2000
| Nummer met noteringen in de NPO Radio 2 Top 2000 | '99 | '00 | '01  | '02  | '03 | '04  | '05  | '06  | '07  | '08  | '09  | '10  | '11  | '12  | '13  | '14  | '15  | '16  | '17  | '18  |
| ------------------------------------------------ | --- | --- | ---- | ---- | --- | ---- | ---- | ---- | ---- | ---- | ---- | ---- | ---- | ---- | ---- | ---- | ---- | ---- | ---- | ---- |
| Strangers in the Night                           | 721 | -   | 1314 | 1500 | 918 | 1165 | 1276 | 1277 | 1608 | 1301 | 1625 | 1612 | 1624 | 1827 | 1577 | 1800 | 1621 | 1554 | 1791 | 1995 |

1. ↑  Een '-' betekent dat het nummer niet was genoteerd en een vetgedrukt getal geeft de hoogste notering aan.
2. ↑  Deze tabel is bijgewerkt tot en met de laatste editie (2024).